# Algebra

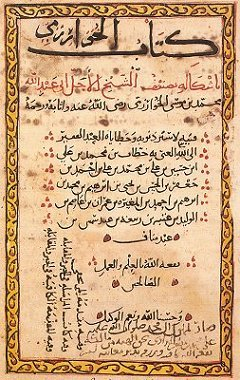
Dzieło, z którego pochodzi określenie „algebra”: Al-kitab al-muchtasar fi hisab al-dżabr wa-al-mukabala (IX w.)

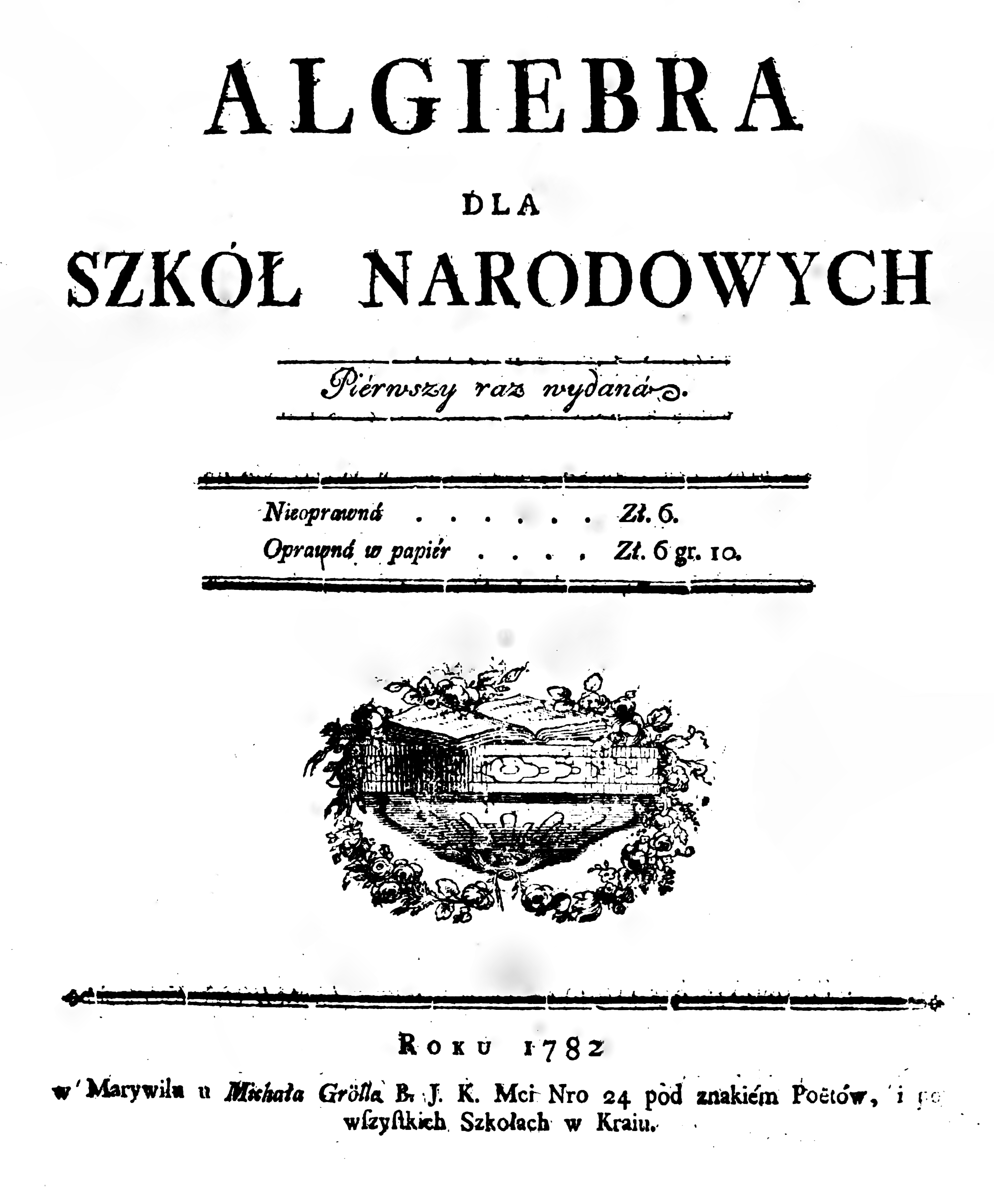
Algiebra dla szkół narodowych polskie wyd. z 1782 z inicjatywy Towarzystwa do Ksiąg Elementarnych

Algebra (arab. ‏الجبر‎, al-dżabr) – jedna z głównych dziedzin matematyki, zajmująca się wszelkimi strukturami algebraicznymi, czyli zbiorami – lub bardziej ogólnymi klasami – wyposażonymi w działania; struktury te bywają też nazywane algebrami ogólnymi. Początkowym przykładem takiego obiektu, długo definiującym tę dziedzinę, były liczby rzeczywiste ze standardowymi działaniami arytmetycznymi, a także liczby zespolone rozszerzające ten zbiór, wprowadzone właśnie na potrzeby klasycznie rozumianej algebry.
Historycznie była to nauka o równaniach algebraicznych, ich układach i ogólnych tożsamościach algebraicznych – regułach manipulacji symbolami zmiennych. Dominowały w niej badania wielomianów o zmiennych rzeczywistych i zespolonych, rozkładu tych wielomianów na czynniki (faktoryzacji), układów równań liniowych i dwumianu Newtona. Te i pokrewne tematy bywają nazywane algebrą elementarną. Badania te doprowadziły do rozważań powiązanych obiektów jak macierze, wyznaczniki czy grupy permutacji. XIX wiek przyniósł też nowe struktury jak kwaterniony, inne i bardziej ogólne wektory, tensory, rozwój algebry Boole’a w elementarnej logice i teorii mnogości oraz arytmetyki modularnej i algebraicznej teorii liczb dzięki rozważaniu liczb całkowitych Gaussa. Wtedy też nazwano własności różnych działań, sformalizowano je i wprowadzono kluczowe pojęcie izomorfizmu, kodyfikujące analogie między strukturami. Przez to algebra stała się nauką znacznie szerszą, badającą między innymi abstrakcyjne grupy i ich szczególne, przemienne przypadki wzbogacone o dodatkowe operacje; przykłady to przestrzenie liniowe i pierścienie, w tym ciała. Przyczyniło się to do redefinicji matematyki, która tym sposobem przestała być nauką wyłącznie o liczbach i figurach.
Algebra cieszy się długą historią nieprzerwanego rozwoju oraz wpływu na resztę matematyki i jej zastosowania. Należy do jej najstarszych dziedzin – powstała już w starożytnej Mezopotamii, po czym była rozwijana przez matematyków starogreckich, indyjskich, islamskich i europejskiego średniowiecza. Wyniki matematyków chińskich jak chińskie twierdzenie o resztach stanowiły pogranicze teorii liczb i algebry elementarnej, a później zostały przez algebrę wchłonięte. W czasach nowożytnych algebra popchnęła postępy geometrii dzięki stworzeniu geometrii analitycznej, która przyczyniła się też do powstania analizy. Problemy postawione przez algebrę i jej brak samowystarczalności doprowadziły również do rozwoju kombinatoryki i metod numerycznych. W XIX wieku z udziałem algebry rozwiązano starożytne problemy geometrii związane z konstrukcjami klasycznymi. Wtedy też algebraicznie zunifikowano opis różnych rozwijanych wówczas obszarów geometrii, definiując ją na nowo, w ramach programu erlangeńskiego. Na liście problemów Hilberta z największymi wyzwaniami dla matematyki XX wieku znaczna część dotyczyła algebry, a na niektóre z tych pytań odpowiedziano. W XXI wieku nauka ta jest dalej rozwijana; stanowi język i narzędzie wielu innych dyscyplin jak geometria algebraiczna, topologia algebraiczna, teoria węzłów, analiza – zwłaszcza funkcjonalna – czy teoria języków formalnych. Metody algebraiczne są też stosowane w teorii grafów, a w geometrii różniczkowej stworzyły geometrię nieprzemienną. Do algebry bywa zaliczana także teoria kategorii unifikująca rozmaite obszary matematyki i stanowiąca dla niej fundament alternatywny do teorii mnogości. Wpływ algebry sięga też poza matematykę i naukę ogółem. Litera X, używana jako podstawowe oznaczenie zmiennej i niewiadomej, stała się symbolem i przenośnią niewiedzy lub tajemnicy; wpłynęła tak m.in. na nazwę promieni rentgenowskich, partii politycznych i popkulturę.
Naukowiec zajmujący się algebrą to algebraik lub algebraiczka. Przedstawiciele tej dziedziny otrzymywali najwyższe nagrody dostępne matematykom jak Medal Fieldsa czy Nagroda Abela. Istnieją również wyróżnienia w całości poświęcone algebrze jak jedna z dziedzin Nagrody Cole’a przyznawanej przez Amerykańskie Towarzystwo Matematyczne (ang. AMS).

## Historia rozwoju

### Starożytność babilońska i grecka
Wczesne formy algebry zostały opracowane przez Babilończyków i Greków.
Korzenie algebry sięgają czasów matematyków babilońskich, którzy opracowali zaawansowany system arytmetyczny, pozwalający na wykonywanie obliczeń w sposób algorytmiczny. Babilończycy wynaleźli wzory, przy pomocy których można było rozwiązywać problemy rozwiązywane dziś poprzez równania liniowe czy kwadratowe. Z kolei większość matematyków egipskich tej epoki, podobnie jak matematycy greccy czy chińscy w I tysiącleciu przed narodzeniem Chrystusa, zazwyczaj rozwiązywało takie równania metodami geometrycznymi, takimi jak te opisane w Papirusie Matematycznym Rhinda oraz Elementach Euklidesa. Prace Greków nad geometrią zapisane w Elementach, zapewniły podstawę do generalizacji formuł rozwiązań konkretnych problemów i użycia ich do rozwiązywania tych bardziej ogólnych systemów przedstawiania i rozwiązywania równań, jednak nie zdawano sobie z tego sprawy, aż do rozwinięcia się matematyki w średniowiecznym Islamie.
Przed czasami Platona, grecka matematyka przeszła drastyczną zmianę. Grecy stworzyli algebrę geometryczną, gdzie wyrazy algebraiczne były przedstawiane za pomocą boków obiektów geometrycznych, zazwyczaj prostych, podpisanych literami. Diofantos był greckim matematykiem z Aleksandrii oraz autorem serii ksiąg Arytmetyka, które opisują rozwiązywania równań algebraicznych i doprowadziły do współczesnej postaci równania diofantycznego w teorii liczb.
Hellenistyczni matematycy Heron i Diofantos, podobnie jak indyjscy tacy jak Brahmagupta kontynuowali tradycje Egiptu i Babilonu, mimo iż Arytmetyka Diofantosa i Brahmagupty Brahmasphutasiddhanta były na znacznie wyższym poziomie. Dla przykładu, pierwsze kompletne rozwiązanie arytmetyczne (zawierające zero i rozwiązania ujemne) równania kwadratowego zostało opisane przez Brahmagupta w jego książce Brahmasphutasiddhanta. Później, Perscy i arabscy matematycy stworzyli znacznie bardziej wyszukane metody algebraiczne. Pomimo iż Diofantus i matematycy babilońscy w dużej mierze używali metod ad hoc do rozwiązywania równań, wkład Al-Khwarizmiego był fundamentalny. Rozwiązywał on równania liniowe i kwadratowe bez użycia symboli algebraicznych, liczb ujemnych czy zera, a więc w konsekwencji wyróżnił kilka typów równań.

### Indie i Chiny
Indyjscy matematycy Mahavira i Bhaskara II, perski Al-Karaji i chiński Zhu Shijie rozwiązali różne przypadki równań wielomianowych trzeciego, czwartego, piątego i wyższych stopni z wykorzystaniem metod numerycznych.

### Świat islamski i średniowieczna Europa

Ilustracja metody Omara Chajjama przybliżonego rozwiązania równania kubicznego. Metody ścisłe (analityczne) pojawiły się później, w XVI w. u matematyków włoskich.

Wcześniejsze tradycje opisane wyżej miały bezpośredni wpływ na Muḥammada ibn Mūsā al-Khwārizmīego, słynnego perskiego muzułmańskiego matematyka urodzonego w Chorezmie w Uzbekistanie. Napisał on później al-Kitāb al-Mukhtaṣar fī Ḥisāb al-Jabr wal (Krótka księga o rachowaniu przez dopełnianie i równoważenie), która sprawiła, że algebra stała się działem matematyki niezależnym od arytmetyki i geometrii. Słowo algebra (arab. الجبر, al-dżabr) oznacza dosłownie „przywrócenie” i pochodzi z tej właśnie książki. Muḥammad ibn Mūsā al-Khwārizmī działał najprężniej pod Al-Ma’moun w Bagdadzie w okresie 813-833 r., a zmarł około 840 r. Książka została przywieziona do Europy i przetłumaczona na łacinę w XII wieku. Następnie otrzymała nazwę „Algebra”. Zakończenie nazwiska matematyka: al-Khwārizmī zostało zlatynizowane na łatwiejsze do wypowiedzenia po łacinie "Algorizmi", od którego wzięło się słowo algorytm. Wspomniani już wcześniej grecki matematyk Diofantos oraz al-Khwārizmī uważani są za „ojców algebry”.
Innemu perskiemu matematykowi Omarowi Khayyamowi przypisuje się określenie podstawy geometrii algebraicznej i znalezienie rozwiązania ogólnego równania geometrycznego sześciennego. Jeszcze inny perski matematyk, Sharaf al-Dīn al-Tūsī, znalazł algebraiczne rozwiązania numeryczne do różnych przypadków równań sześciennych. On także rozwinął koncepcję funkcji.
W XIII w. rozwiązanie równania sześciennego przez Fibonacciego było początkiem ożywienia w europejskiej algebrze. Tutaj algebra rozwijała się bardzo szybko.

### Wczesna nowożytność

Wykres przykładowej funkcji wielomianowej trzeciego stopnia. Jej miejsca zerowe (pierwiastki) są opisane wzorami Cardana

Kolejnym kluczowym wydarzeniem w dalszym rozwoju algebry było ogólne algebraiczne rozwiązanie równań trzeciego i czwartego stopnia, opracowane w XVI wieku (Scipione del Ferro, Niccolò Tartaglia, Girolamo Cardano, Lodovico Ferrari). Cardano oraz Rafael Bombelli opisali także jako pierwsi liczby zespolone. Praca François Viète’a nad nową algebrą u schyłku XVI wieku była ważnym krokiem w kierunku nowoczesnej algebry. W 1637 Kartezjusz opublikował La Géométrie, wymyślając geometrię analityczną i wprowadził nowoczesną notację algebraiczną.
Pomysł wyznacznika został opracowany przez japońskiego matematyka Kowa Sekiego w wieku XVII, co niezależnie kontynuował Gottfried Leibniz 10 lat później w rozwiązywaniu układów równań liniowych z wykorzystaniem macierzy. 

### XVIII wiek
Gabriel Cramer również przysłużył się pracy nad macierzami i wyznacznikami (wzory Cramera). Liczby zespolone powiązano z funkcją wykładniczą (Leonhard Euler) i zaczęto je opisywać za pomocą płaszczyzny (Caspar Wessel, Jean-Robert Argand i Carl Friedrich Gauss).
U schyłku XVIII wieku, w toku badań nad równaniami wielomianowymi, narodziły się zręby teorii grup permutacji – w pracach Lagrange’a i Ruffiniego.

### XIX wiek

Diagram cykli w grupie kwaternionów Q_{8}

XIX stulecie to rewolucja w algebrze – rozwiązano jej tradycyjne problemy i bardzo poszerzono jej zakres badań, tworząc algebrę abstrakcyjną. Kluczowe kroki uczynili tu m.in. Niels Henrik Abel i Évariste Galois – ich twierdzenia o równaniach wielomianowych to początki teorii Galois. Leżącą w jej sercu teorię grup rozwijali potem Marie Ennemond Camille Jordan, Leopold Kronecker, Felix Klein, Ferdinand Georg Frobenius, Richard Dedekind, Otto Ludwig Hölder, Peter Sylow i Marius Sophus Lie, a ten ostatni otworzył jej nową dziedzinę – teorię grup Liego.
Augustus De Morgan wynalazł relacje w algebrze, o których pisał w swoim dziele Syllabus of a Proposed System of Logic. Związek algebry z logiką opisał też George Boole.
Rozwinięto także algebrę liniową i teorię algebr nad ciałem:
- William Rowan Hamilton wprowadził kwaterniony – pierwszy przykład liczb hiperzespolonych;
- Josiah Willard Gibbs i Oliver Heaviside uprościli opis wektorów w przestrzeni trójwymiarowej; algebrę kwaternionów zastąpił przez iloczyn skalarny i iloczyn wektorowy;
- Arthur Cayley opisał algebrę macierzy – jest to historycznie pierwszy przykład algebry nieprzemiennej[potrzebny przypis];
- znaczące prace w tej dziedzinie ogłosili też James Joseph Sylvester, Hermann Grassmann i William Kingdon Clifford.

W XIX wieku rozwinięto też zastosowanie algebry do teorii liczb – powstała algebraiczna teoria liczb.

### XX wiek
XX stulecie przyniosło znaczące wyniki w teorii grup skończonych. Udowodniono między innymi twierdzenie Feita-Thompsona o rozwiązalności oraz ukończono klasyfikację skończonych grup prostych, m.in. dzięki opisaniu nowych obiektów jak grupa monstrum.
W XX wieku rozwinięto także nowe dziedziny matematyki jak algebra homologiczna oraz leżąca na pograniczu algebry teoria kategorii. Zdefiniowano też ściśle (aksjomatycznie) przedmiot badań algebry liniowej i rozwinięto jej obliczeniowy aspekt, np. opisując algorytm Strassena.
Dla algebry znaleziono też nowe zastosowania, np. w:
- fizyce – mechanika kwantowa posługuje się językiem przestrzeni Hilberta;
- informatyce – na masową skalę zastosowano algorytm PageRank.

W latach 20. Amerykańskie Towarzystwo Matematyczne (ang. AMS) ustanowiło Nagrodę Cole’a w dziedzinie algebry.

### Znaczący algebraicy
• Al-Chuwarizmi (IX w.),

• Girolamo Cardano (XVI w.) ,

• René Descartes (XVII w.),

• E.W. Tschirnhaus (XVII–XVIII w.),

• Leonhard Euler (XVIII w.),

• J.L. Lagrange (XVIII–XIX w.),

• C.F. Gauss (XVIII–XIX w.),

• Évariste Galois (XIX w.),

• Hermann Grassmann (XIX w.),

• F.G. Frobenius (XIX–XX w.),

• J.G. Thompson (XX–XXI w.),

- Muhammad ibn Musa al-Chuwarizmi (780–850) – twórca tego terminu;
- Scipione del Ferro (1465–1526) – jako pierwszy znalazł wzory na rozwiązania równań kubicznych;
- Niccolò Tartaglia (1500–1557) – niezależnie od del Ferro rozwiązał równanie 3. stopnia;
- Girolamo Cardano (1501–1576) – rozwinął wyniki del Ferro i Tartaglii, otwierając też badania liczb zespolonych;
- Lodovico Ferrari (1522–1565) – zredukował problem równania 4. stopnia do równania kubicznego;
- Rafael Bombelli (1526–1572) – pierwsze systematyczne prace nad liczbami zespolonymi;
- François Viète (1540–1603) – autor tożsamości opisujących wielomiany dowolnego stopnia;
- René Descartes (1596–1650) – kojarzony z regułą znaków opisującą pierwiastki wielomianów;
- Gottfried Wilhelm Leibniz (1646–1716) – jeden z pionierów teorii wyznaczników;
- Ehrenfried Walther von Tschirnhaus (1651–1708) – twórca jednego z przekształceń równań wielomianowych;
- Abraham de Moivre (1667–1754) – autor jednej z tożsamości opisujących liczby zespolone;
- Gabriel Cramer (1704–1752) – autor wzorów na rozwiązania niektórych układów równań liniowych;
- Leonhard Euler (1707–1783) – autor tożsamości związanej z liczbami zespolonymi oraz symbolu jednostki urojonej (i);
- Joseph Louis Lagrange (1736–1813) – autor metody systematycznego wyprowadzania wzorów na miejsca zerowe wielomianów (rezolwenta); pionier użycia permutacji w algebrze;
- Caspar Wessel (1745–1818) – pionier użycia płaszczyzny zespolonej do opisu liczb;
- Pierre Simon de Laplace (1749–1827) – autor jednej z tożsamości opisujących wyznaczniki;
- Paolo Ruffini (1765–1822) – współautor pierwszego dowodu nierozwiązywalności ogólnego równania 5. stopnia przez pierwiastniki;
- Jean-Robert Argand (1768–1822) – współautor pierwszego pełnego dowodu zasadniczego twierdzenia algebry; poprawił pracę Gaussa i uogólnił ją na wielomiany zespolone;
- Carl Friedrich Gauss (1777–1855) – związany z zasadniczym twierdzeniem algebry – autor częściowego dowodu poprawionego potem przez Arganda; klasyk arytmetyki modularnej, sformułowanej potem w języku grup cyklicznych;
- Niels Henrik Abel (1802–1829) – drugi, niezależny współautor twierdzenia Abela-Ruffiniego o wielomianach 5. stopnia;
- William Rowan Hamilton (1805–1865) – autor pierwszych publikacji o kwaternionach;
- Hermann Grassmann (1809–1877) – pionier algebry liniowej i teorii algebr Grassmanna, będących podstawą teorii form różniczkowych;
- Évariste Galois (1811–1832) – autor kompletnej teorii rozwiązywalności wielomianów przez pierwiastniki; pionier teorii grup, teorii ciał i łączącej je teorii Galois;
- James Joseph Sylvester (1814–1897) – pionier algebry liniowej, upamiętniony nazwą twierdzenia o formach kwadratowych;
- Arthur Cayley (1821–1895) – wprowadził do algebry oktoniony, zwane też oktawami Cayleya;
- Leopold Kronecker (1823–1891) – upamiętniony nazwą twierdzenia o układach równań liniowych;
- Richard Dedekind (1831–1916) – teoretyk grup, pierścieni i krat;
- Peter Sylow (1832–1918) – teoretyk grup skończonych;
- Marie Ennemond Camille Jordan (1838–1922) – autor podstawowego twierdzenia w teorii grup skończonych;
- Josiah Willard Gibbs (1839–1903) – współtwórca podstawowej algebry wektorów euklidesowych, opartej na iloczynie skalarnym i wektorowym;
- Marius Sophus Lie (1842–1899) – twórca teorii grup i algebr Liego, zwanych też zbiorczo teorią Liego;
- William Kingdon Clifford (1845–1879) – badacz algebr Clifforda łączących osiągnięcia Hamiltona i Grassmanna;
- Ferdinand Georg Frobenius (1849–1917) – autor twierdzenia charakteryzującego liczby zespolone i kwaterniony jako unikalne w pewnej klasie algebr;
- Felix Klein (1849–1925) – teoretyk grup, twórca programu erlangeńskiego;
- Oliver Heaviside (1850–1925) – współtwórca algebry wektorów;
- William Burnside (1852–1927) – teoretyk grup skończonych; autor problemu, który czekał na rozwiązanie dekadami;
- Otto Ludwig Hölder (1859–1937) – teoretyk grup skończonych;
- Emmy Noether (1882–1932) – kojarzona z pierścieniami noetherowskimi;
- Emil Artin (1898–1962) – badacz teorii grup i teorii Galois;
- Hans Julius Zassenhaus (1912–1991) – autor lematu Zassenhausa w teorii grup;
- John Griggs Thompson (1932–) – współautor kluczowego twierdzenia o rozwiązalności grup skończonych;
- Peter Scholze (1987–) – autor cenionych prac z geometrii algebraicznej, laureat między innymi Medalu Fieldsa i Nagrody Cole’a w dziedzinie algebry.

## Przykłady
Wyrażenia algebraiczne:
| {\displaystyle 5+c}                             | suma                                                                |
| {\displaystyle d-f}                             | różnica                                                             |
| {\displaystyle 4g} lub {\displaystyle 4\cdot g} | iloczyn lub czterokrotność liczby g                                 |
| {\displaystyle 2a+4c}                           | kombinacja liniowa lub iloczyn skalarny (w zależności od kontekstu) |
| {\displaystyle d:k}                             | iloraz                                                              |
| {\displaystyle a^{5}}                           | potęga                                                              |

Przekształcenia wyrażenia algebraicznego:
| {\displaystyle 4d+5a+9d+5a=13d+10a} | redukcja wyrazów podobnych |

## Podział
Niektóre działy algebry to:
- teoria równań algebraicznych
- algebra liniowa
- algebra wieloliniowa
- algebra abstrakcyjna
  - teoria modułów
  - teoria monoidów i półgrup
  - teoria grup
  - teoria pierścieni
  - teoria pierścieni z dzieleniem (ciał nieprzemiennych)
  - teoria prawie ciał
  - teoria ciał
  - teoria algebr Clifforda
  - teoria algebr Jordana
  - teoria algebr Liego i grup Lie
  - teoria krat Birkhoffa
  - algebra Boole’a
  - algebra homologiczna
- algebra topologiczna
- algebra uniwersalna
- algebraiczna K-teoria
- geometria algebraiczna
- teoria kategorii
- teoria kodów